# Tomasz Świątek
Tomasz Maciej Świątek (ur. 26 lipca 1964 w Warszawie) – polski wioślarz, olimpijczyk z Seulu 1988. Zawodnik AZS-AWF Warszawa. Ojciec tenisistki Igi Świątek.

## Kariera sportowa
Uczestnik mistrzostw świata w:
- Kopenhadze (1987) w czwórce podwójnej (partnerami byli: Mirosław Mruk, Sławomir Cieślakowski, Andrzej Krzepiński). Polska osada zajęła 5. miejsce,
- Bledzie (1989) w czwórce podwójnej (partnerami byli: Marek Gawkowski, Sławomir Cieślakowski, Andrzej Krzepiński). Polska osada zajęła 5. miejsce,
- Barrington (1990) w czwórce podwójnej (partnerami byli: Sławomir Cieślakowski, Marek Gawkowski, Andrzej Krzepiński). Polska osada zajęła 11. miejsce.

### Uniwersjada
W 1987 r. zdobył złoty medal Uniwersjady w czwórce podwójnej (partnerami byli: Mirosław Mruk, Sławomir Cieślakowski oraz Andrzej Krzepiński).

### Igrzyska Olimpijskie
Na igrzyskach w Seulu wystartował w czwórce podwójnej (partnerami byli: Sławomir Cieślakowski, Mirosław Mruk, Andrzej Krzepiński). Polska osada zajęła 7. miejsce.

## Życie prywatne
Jego żoną była Dorota, ortodontka. Mają dwie córki: Agatę oraz Igę.

## Odznaczenia
- Krzyż Oficerski Orderu Odrodzenia Polski – 2020[4][5]